# Агентство по страхованию вкладов
Аге́нтство по страхова́нию вкла́дов (АСВ) — российская государственная корпорация, созданная в январе 2004 г. для обеспечения функционирования системы страхования вкладов (ССВ). АСВ осуществляет выплату страхового возмещения вкладчикам банков, в отношении которых наступил страховой случай. На АСВ возложены также функции конкурсного управляющего и временной администрации несостоятельных банков, негосударственных пенсионных фондов (НПФ) и страховых компаний, а также функции по финансовому оздоровлению банков.
Под управлением АСВ также действует система гарантирования прав участников НПФ и система гарантирования пенсионных накоплений (СГПН). Эти системы призваны обеспечить сохранность пенсионных сбережений граждан по аналогии с системой страхования вкладов. АСВ также гарантирует права участников программы долгосрочных сбережений (ПДС).

## Страхование вкладов
Страхование вкладов в Российской Федерации осуществляется в соответствии с Федеральным законом от 23 декабря 2003 г. № 177-ФЗ «О страховании вкладов в банках Российской Федерации». Система страхования вкладов (ССВ) гарантирует защиту средств вкладчиков в российских банках в пределах установленной законом суммы. Участие в системе страхования вкладов обязательно для всех банков, которые привлекают денежные средства физических лиц.
С 2006 по 2014 годы предельная сумма страхового возмещения в ССВ выросла в 14 раз:
- до 9 августа 2006 г. — 100 тыс руб.;
- до 25 марта 2007 г. — 190 тыс руб.;
- до 1 октября 2008 г. — 400 тыс руб.;
- до 28 декабря 2014 г. — 700 тыс руб.;
- после 29 декабря 2014 г. — 1,4 млн руб[7].

Страхованию на сумму возмещения до 1,4 млн рублей подлежат денежные средства:
- на счетах и вкладах физических лиц (независимо от гражданства), в том числе на срочных вкладах до востребования, на зарплатных счетах, пластиковых банковских картах, на вкладах, удостоверенных сберегательными сертификатами и т.д.;
- на счетах индивидуальных предпринимателей (с 1 января 2014 г.);
- на счетах эскроу, открытых для расчетов по сделкам купли-продажи недвижимого имущества (с 1 апреля 2015 г.);
- на счетах эскроу, открытых для расчетов по договорам участия в долевом строительстве (с 1 июля 2018 г.);
- на расчетных и депозитных счетах юридических лиц, сведения о которых содержатся в едином реестре субъектов малого и среднего предпринимательства (с 1 января 2019 г.), и в отношении средних предприятий и лиц, оказывающих профессиональные услуги на финансовом рынке (с 25 марта 2024 г.);
- на расчетных и депозитных счетах адвокатов, нотариусов и иных физлиц, открывших счета для осуществления профессиональной деятельности (с 25 марта 2024 г.);
- размещенные некоммерческими организациями (НКО), действующими в одной из следующих организационно-правовых форм (с 1 октября 2020 г.):

1. товарищества собственников недвижимости;
2. потребительские кооперативы (за исключением относящихся к некредитным финансовым организациям);
3. казачьи общества, внесенные в государственный реестр казачьих обществ в Российской Федерации;
4. общины коренных малочисленных народов Российской Федерации;
5. религиозные организации;
6. благотворительные фонды;
7. общественные организации, являющиеся профессиональными союзами (профессиональными организациями) (с 25 марта 2024 г.);
8. некоммерческие организации (НКО) — исполнители общественно полезных услуг и социально ориентированные НКО, сведения о которых содержатся в реестре таких организаций или в реестре социально ориентированных НКО (с 25 марта 2024 г.);

- на специальных счетах (специальных депозитах), предназначенных для формирования и использования средств фонда капитального ремонта общего имущества в многоквартирном доме, открытого в соответствии с требования Жилищного кодекса Российской Федерации;
- и т.д.

В сумму для расчёта страхового возмещения включаются все причитающиеся проценты по вкладу, начисленные по день, предшествующий дню наступления страхового случая. Возмещение по вкладам в иностранной валюте выплачивается в рублях по курсу Банка России на день наступления страхового случая.
Страхованию на сумму до 10 млн рублей подлежат денежные средства:
- на счетах эскроу физического лица, открытых для расчётов по сделкам купли-продажи недвижимости или договорам участия в долевом строительстве;
- размещённые управляющей компанией на специальном счёте для формирования и использования средств фонда капитального ремонта общего имущества в многоквартирном доме (для страховых случаев, наступивших начиная с 1 октября 2020 г.);
- временно высокие остатки на счёте физического лица, возникшие в результате поступления (в период до 3 месяцев перед страховым случаем) денежных средств от третьих лиц в силу особых жизненных обстоятельств, определённых Законом: продажа жилья, получение наследства, социальные выплаты, субсидии и др. (для страховых случаев, наступивших начиная с 1 октября 2020 г.).

Страховое возмещение в повышенном размере при возникновении особых обстоятельств рассчитывается исходя из 100 процентов остатка (на дату страхового случая) денежных средств, поступивших на счёт (счета) вкладчика в связи с (одним или несколькими) особыми обстоятельствами и в сроки, установленные Законом, но не более 10 млн руб. в совокупности, включая выплату в размере 1,4 млн руб. по общим основаниям.

### Механизм страховых выплат
При наступлении страхового случая вкладчикам производятся выплаты из Фонда обязательного страхования вкладов, что позволяет им сразу получить доступ к своим средствам, не дожидаясь расчётов в рамках ликвидации банка.
Если в отношении банка наступает страховой случай (Банк России отзывает у него лицензию на осуществление банковских операций либо вводит мораторий на удовлетворение требований кредиторов), вкладчик вправе обратиться в АСВ с требованием о выплате возмещения по вкладам.
Для получения возмещения по вкладам гражданин должен представить в АСВ (или уполномоченному банку-агенту) заявление и документ, удостоверяющий его личность (как правило, паспорт), а также дополнительные документы в случаях, предусмотренных Законом о страховании вкладов. Сделать это можно в любое время со дня наступления страхового случая до завершения ликвидации (конкурсного производства) банка, которая, как правило, длится не менее двух-трёх лет. В исключительных случаях, при наличии уважительных причин, страховое возмещение выплачивается также и лицам, не обратившимся в эти сроки.
Выплата возмещения производится непосредственно в АСВ либо через уполномоченный банк-агент в соответствии с реестром обязательств банка перед вкладчиками. Выплаты по Закону начинаются не позднее 14 дней со дня наступления страхового случая. АСВ стремится ускорить начало выплат, постоянно сокращая срок начала выплат - сейчас он составляет в среднем до 5 рабочих дней с даты отзыва лицензии. Этот период необходим для получения от банка информации о вкладчиках и организации расчётов с ними.
С марта 2024 г. заявление на получение страхового возмещения можно подать дистанционно на сайте АСВ или с помощью портала «Госуслуги».
В случае, если сумма вклада превышает установленную действующим законодательством максимальную сумму страхового возмещения, неисполненные обязательства банка перед вкладчиком исполняются в ходе конкурсных (ликвидационных) процедур в отношении банка.
По итогам 2024 г. за все время работы АСВ произошло 555 страховых случаев, 4,4 млн вкладчиков получили страховое возмещение на сумму свыше 2,6 трлн руб.

### Фонд обязательного страхования вкладов
Средства для обеспечения действия системы аккумулируются в Фонде обязательного страхования вкладов (ФОСВ). Модель страхования вкладов, которая существует в России, построена таким образом, что вне зависимости от количества страховых случаев, сумм выплат, а также объёмов поступлений, денег в Фонде всегда будет достаточно благодаря возможности привлечения кредитов от Банка России и ряду других предусмотренных законом механизмов. Страховые взносы уплачиваются банками-участниками ССВ ежеквартально. Размер ставок страховых взносов устанавливается Советом директоров Агентства.
Инвестирование средств Фонда осуществляется на принципах возвратности, прибыльности и ликвидности приобретаемых активов. Для АСВ, как и для всех остальных государственных корпораций, Правительством Российской Федерации устанавливаются общий порядок и условия инвестирования, а также порядок и механизмы контроля над инвестированием временно свободных средств.
В перечень разрешённых активов для инвестирования средств Фонда включены:
- государственные ценные бумаги Российской Федерации и субъектов Российской Федерации;
- депозиты Банка России;
- облигации российских эмитентов;
- ипотечные ценные бумаги российских эмитентов;
- ценные бумаги международных финансовых организаций, допущенные к размещению или публичному обращению в Российской Федерации.

Не допускается инвестирование средств Фонда в депозиты и ценные бумаги российских кредитных организаций.

## Функции ликвидатора и конкурсного управляющего
Начиная с 2004 г. Агентство также осуществляет функции ликвидатора и конкурсного управляющего кредитных организаций.
Процедура принудительной ликвидации осуществляется по заявлению Банка России на основании решения арбитражного суда в случае, если стоимость имущества (активов) кредитной организации, у которой Банком России отозвана лицензия на осуществление банковских операций, достаточна для исполнения её обязательств перед кредиторами и обязанностей по уплате обязательных платежей. В случае, если имущества (активов) ликвидируемой кредитной организации недостаточно для удовлетворения требований кредиторов, то в отношении неё на основании решения арбитражного суда вводится процедура конкурсного производства.
Агентство является конкурсным управляющим при банкротстве кредитных организаций, имевших лицензию Банка России на привлечение денежных средств физических лиц во вклады.
Функции конкурсного управляющего (ликвидатора) кредитных организаций, не имевших лицензии Банка России на привлечение денежных средств физических лиц во вклады, Агентство осуществляет в случае если Банк России представляет кандидатуру Агентства для утверждения в арбитражный суд при непредставлении в арбитражный суд кандидатуры конкурсного управляющего — физического лица; отстранения конкурсного управляющего — физического лица от исполнения обязанностей конкурсного управляющего; признания банкротом отсутствующей кредитной организации.
По итогам 2024 г. Агентством осуществлялись ликвидационные процедуры в 301 кредитной организации, в 285 из них проводилось конкурсное производство, в 16 – принудительная ликвидация. С начала деятельности в качестве корпоративного конкурсного управляющего (ликвидатора) Агентство проводило ликвидационные процедуры в 749 кредитных организациях, в 451 процедуры завершены.
Средний процент удовлетворения требований кредиторов ликвидируемых кредитных организаций (ЛКО), в отношении которых ликвидационные процедуры завершены, за весь период деятельности Агентства по итогам 2024 г. составил 49,8%, в т.ч. требования кредиторов первой очереди удовлетворены на 63%, второй очереди – на 37,2%, третьей очереди – на 32,6%.
С 1 января 2014 г. вступили в силу изменения в законодательство, в соответствии с которыми на Агентство возложены функции по осуществлению ликвидационных процедур в отношении негосударственных пенсионных фондов (НПФ), являющихся участниками системы гарантирования прав застрахованных лиц в системе обязательного пенсионного страхования Российской Федерации, а также в отношении негосударственных пенсионных фондов, осуществляющих или осуществлявших деятельность по обязательному пенсионному страхованию и не внесённых Агентством в реестр фондов-участников.
По итогам 2024 г. Агентством за все время работы также проводились ликвидационные процедуры в отношении 28 НПФ и 31 страховой организации.

## Финансовое оздоровление (санация) банков
На Агентство, в том числе, возложены функции санации банков, Агентство может осуществлять эти меры путём:
- оказания финансовой помощи;
- организации торгов по продаже имущества, являющегося обеспечением исполнения обязательств банка, в том числе перед Банком России;
- исполнения функций временной администрации по управлению банком[19];
- осуществления иных действий.

В 2024 г. Агентством завершены проверки финансового положения 6 банков, в отношении которых осуществляются меры по предупреждению банкротства, и 5 инвесторов, участвующих в осуществлении мер по предупреждению банкротства этих банков.

## Гарантирование пенсий
В целях обеспечения функционирования системы гарантирования прав застрахованных лиц Агентство:
- осуществляет формирование фонда гарантирования пенсионных накоплений, в том числе сбор гарантийных взносов и контроль за полнотой и своевременностью поступления гарантийных взносов в фонд гарантирования пенсионных накоплений;
- осуществляет выплату гарантийного возмещения в случаях и порядке, которые предусмотрены Законом № 422-ФЗ;
- инвестирует средства фонда гарантирования пенсионных накоплений в порядке, определённом законодательством Российской Федерации;
- осуществляет в установленных законодательством Российской Федерации случаях полномочия ликвидатора и конкурсного управляющего фондов-участников.

Также Агентство ведёт реестр негосударственных пенсионных фондов ‒ участников системы гарантирования прав застрахованных лиц. Процедура внесения и исключения фондов-участников из реестра осуществляется Агентством на основании решений Центрального банка Российской Федерации. ПФР является участником системы гарантирования пенсионных накоплений.
Гарантирование пенсионных накоплений осуществляется Агентством посредством выплаты гарантийного возмещения, которое производится при наступлении одного из следующих событий (гарантийных случаев):
- аннулирование лицензии фонда-участника на осуществление деятельности по пенсионному обеспечению и пенсионному страхованию и (или) признание его банкротом и открытии в отношении такого фонда-участника конкурсного производства;
- недостаток номиналов взносов на день установления застрахованному лицу накопительной пенсии и (или) срочной пенсионной выплаты либо единовременной выплаты за счёт средств пенсионных накоплений;
- снижение размера резерва ПФР по обязательному пенсионному страхованию, обеспечивающего устойчивость исполнения обязательств перед застрахованными лицами, ниже минимального уровня, установленного Правительством Российской Федерации.

Агентство гарантирует возмещение пенсионных накоплений, отражённых на пенсионном счёте накопительной пенсии (индивидуальном лицевом счёте) застрахованного лица за исключением инвестиционного дохода. При этом размер назначенных пенсий (накопительной пенсии и (или) срочной пенсионной выплаты либо единовременной выплаты) гарантируется полностью и не может быть уменьшен.

## Страхование накоплений при страховании жизни
В 2019 г. Банк России представил концепцию системы гарантирования на рынке страхования жизни, которая была одобрена страховщиками жизни и правительством РФ.
В ноябре 2023 г. Государственная Дума приняла в первом чтении законопроект о наделении АСВ функциями оператора системы гарантирования накоплений застрахованных лиц при добровольном накопительном страховании жизни.  Предельный размер выплаты предполагается установить в 2,8 млн руб, по риску смерти - 10 млн руб.

## Управление и структура
Высший орган управления — совет директоров, в который входят представители Банка России, правительства Российской Федерации и генеральный директор Агентства. Председатель совета директоров - председатель Банка России :
- Эльвира Набиуллина — председатель совета директоров, председатель Банка России.

В 2004—2012 годах пост генерального директора АСВ занимал Александр Турбанов, с 2012 по январь 2022 — Юрий Исаев. В январе 2022 г. АСВ возглавил Андрей Мельников.

## Критика
- Федеральный закон о страховании вкладов[1] позволяет АСВ не выплачивать страховое возмещение лицам, одновременно имеющим в банке кредит. Проценты по кредитам в ликвидированных банках при этом продолжают взиматься[27][28].

- 9 октября 2024 года ФСБ России арестовало заместителя директора АСВ Александра Попелюха в рамках уголовного дела об особо крупном мошенничестве. Попелюх подозревался в махинациях с одним из активов АСВ — новосибирским аквапарком «Аквамир», являющимся крупнейшим в России крытом аквапарком[29].

## Санкции
20 мая 2025 года, на фоне российского вторжения на Украину, корпорация была включена в санкционный список Великобритании против финансовых учреждений, участвующих в финансировании войны против Украины